# Benzion Miller
Pour les articles homonymes, voir Miller.
Benzion Miller (né le 8 décembre 1947 à Munich, en Allemagne et mort le 2 février 2025, à Brooklyn, New York) est un chantre américain hazzan de réputation mondiale, né dans le Camp de personnes déplacées de Föhrenwald, venant d'une famille hassidique (Bobov) comprenant plusieurs générations de Hazzanim.

## Éléments biographiques
Benzion Miller est né en 1946 dans un camp de personnes déplacées à Munich,.

## Discographie
- Cantor Benzion Miller Sings Cantorial Concert Masterpieces (2005)
- HASC - Jerusalem The Experience (2004)
- High Holiday (1997)
- Shabbat(1995)
- I Believe (אני מאמין)
- The Soul Is Yours
- The Two In Harmony